# محمد باقری معتمد
محمد باقری معتمد (زادهٔ ۴ بهمن ۱۳۶۴ در شهرری) تکواندوکار ایرانی است. وی دارنده مدال نقره المپیک ۲۰۱۲ لندن در وزن ۶۸ کیلوگرم تکواندو است و همچنین توانست تنها مدال طلای ایران در مسابقات جهانی تکواندو ۲۰۰۹ دانمارک را در وزن چهارم کسب کرد.

## زندگی‌ نامه
او از شش سالگی تکواندو را آغاز کرد و خیلی زود به تیم ملی راه یافت. معتمد در سال ۱۳۸۰ به عضویت تیم ملی درآمد و ۱ مدال نقره در جام جهانی تکواندو، ۱ طلا، ۱ نقره و ۱ برنز در قهرمانی آسیا، ۱ نقره در مسابقات قهرمانی دانشجویان جهان و ۲ طلا و ۱ نقره در المپیاد دانشجویان جهان و ۱ نقره در المپیک ۲۰۱۲ را نیز به دست آورده‌است.
محمد باقری معتمد، در بازی‌های آسیایی گوانگ‌ژو، مدال طلای وزن ۶۶ کیلوگرم را به دست آورد.
محمد باقری معتمد در تهران و در محله شهرک رسالت زندگی می‌کند و پدر و برادر او نیز از ورزشکاران تکواندو هستند.
وی در سال ۲۰۱۶ مدتی با تیم تکواندوی آذربایجان فعالیت کرد.
وی مدتی نیز سرمربی تیم تکواندو هند بود.

## المپیک تابستانی ۲۰۱۲ لندن
باقری در المپیک ۲۰۱۲ لندن شرکت کرد و موفق شد در بازی اول دیوید بوی از جمهوری آفریقای مرکزی را شکست دهد؛ در بازی دوم هم روح‌الله نیکپا دارنده مدال برنز المپیک پکن را شکست داد. او در رقابت چهارم با تساوی ۵–۵ مقابل حریف برزیلی با رأی داوران به پیروزی رسید و در فینال به حریف خود ثروت تازه‌گل از کشور ترکیه با امتیاز ۶ بر ۵ باخت و مدال نقره المپیک لندن را کسب کرد.